# Cassis Open Provence 2024
Il Cassis Open Provence 2024 è stato un torneo maschile di tennis professionistico. È stata la 6ª edizione del torneo, facente parte della categoria Challenger 75 nell'ambito dell'ATP Challenger Tour 2024, con un montepremi di 73 000 €. Si è giocato dal 2 all'8 settembre 2024 sui campi in cemento dello Sporting Club des Gorguettes di Cassis, in Francia.

## Partecipanti

### Teste di serie
| Nazionalità | Giocatore          | Ranking* | Testa di serie |
| ----------- | ------------------ | -------- | -------------- |
| Francia     | Constant Lestienne | 111      | 1              |
| Francia     | Benjamin Bonzi     | 129      | 2              |
| Francia     | Richard Gasquet    | 136      | 3              |
| Argentina   | Marco Trungelliti  | 141      | 4              |
| Francia     | Titouan Droguet    | 146      | 5              |
| Francia     | Ugo Blanchet       | 148      | 6              |
| Portogallo  | Jaime Faria        | 155      | 7              |
| Portogallo  | Henrique Rocha     | 164      | 8              |

* Ranking al 26 agosto 2024.

### Altri partecipanti
I seguenti giocatori hanno ricevuto una wild card per il tabellone principale:
- Marin Čilić
- Richard Gasquet
- Maé Malige

Il seguente giocatore è entrati in tabellone come alternate:
- Alastair Gray

I seguenti giocatori sono passati dalle qualificazioni:
- Adrià Soriano Barrera
- Sascha Gueymard Wayenburg
- Dan Added
- Damien Salvestre
- Kyle Edmund
- Laurent Lokoli

I seguenti giocatori sono entrati in tabellone come lucky loser:
- Jules Marie
- Lucas Poullain

## Punti e montepremi
| Torneo    | Torneo              | V     | F     | SF    | QF    | 2T    | 1T  | Q | Q2  | Q1  |
| Singolare | Punti               | 75    | 44    | 22    | 12    | 6     | 0   | 4 | 2   | 0   |
| Singolare | Premi in denaro (€) | 9 880 | 5 820 | 3 450 | 2 000 | 1 165 | 720 | – | 360 | 185 |
| Doppio    | Punti               | 75    | 44    | 22    | 12    | –     | 0   | – | –   | –   |
| Doppio    | Premi in denaro (€) | 4 250 | 2 450 | 1 480 | 880   | –     | 500 | – | –   | –   |

## Campioni

### Singolare
Richard Gasquet ha sconfitto in finale  Jurij Rodionov con il punteggio di 3–6, 6–1, 6–2.

### Doppio
Jaime Faria /  Henrique Rocha hanno sconfitto in finale  Manuel Guinard /  Matteo Martineau con il punteggio di 7–6(5), 6–4.